# Notholaena trichomanoides
Notholaena trichomanoides är en kantbräkenväxtart som först beskrevs av Carolus Linnaeus, och fick sitt nu gällande namn av Robert Brown. Notholaena trichomanoides ingår i släktet Notholaena och familjen Pteridaceae. Inga underarter finns listade.